# Thomas Gordeïev (roman)
Thomas Gordéiev (en russe : Фома Гордеев) est le premier roman écrit par Maxime Gorki. Il fut publié en 1899.

## Résumé
Ignace Gordéiev et Jacob Maïakine sont deux marchands sur la Volga et avides d'argent, mais Gordéiev est beaucoup plus fataliste ; lorsque sa cargaison est perdue, il plaisante en buvant la vodka. Veuf, il se remarie avec une femme triste et impassible qui décède après avoir accouché d'un garçon. Le petit Thomas va être élevé chez les Maïakine les six premières années, puis revient chez son père et sa vieille tante...

## Traductions françaises
- Maxime Gorki (trad. B. Marinovitch), Thomas Gordéiev [« Foma Gordeev »], Paris, C. Lévy, 1901, 420 p.
- Maxime Gorki (trad. Claude Momal), Thomas Gordéiev [« Foma Gordeev »], Paris, Éditeurs français réunis, coll. « Hier et Aujourd'Hui / Œuvres complètes », 1950, 358 p.
- Maxime Gorki, Foma Gordeïev [« Foma Gordeev »], Paris, Gallimard, coll. « Bibliothèque de la Pléiade » (no 521), 2005

## Adaptation cinématographique
- 1959 : Thomas Gordéiev, film soviétique réalisé par Marc Donskoï, adaptation du roman éponyme[1]